# غابي مودنغاي
غابي مودنغاي (بالفرنسية: Gaby Mudingayi)‏، من مواليد 1 أكتوبر 1981 في كينشاسا في زائير، لاعب كرة قدم بلجيكي.
بدأ مسيرته الكروية مع نادي غينت في عام 2000، ولعب معهم حتى عام 2003، وشارك معهم في 67 مباراة، وفي موسم 2004/2005 انتقل إلى نادي تورينو الإيطالي، ولعب معهم 38 مباراة وسجل هدف واحد، ومنذ عام 2005 وهو يلعب مع نادي لاتسيو الإيطالي.
و هو يلعب مع منتخب بلجيكا لكرة القدم.

## روابط خارجية
- غابي مودنغاي على موقع الاتحاد الدولي (مؤرشف)  (الإنجليزية)
- غابي مودنغاي على موقع الاتحاد البلجيكي (الإنجليزية)
- غابي مودنغاي على موقع قاعدة بيانات كرة القدم.إي يو (الإنجليزية)
- غابي مودنغاي على موقع ناشيونال فوتبول تيمز (الإنجليزية)
- غابي مودنغاي على موقع Soccerway.com (الإنجليزية)
- غابي مودنغاي على موقع كووورة
- غابي مودنغاي على موقع AS.com (الإسبانية)